# 香坂隆史
香坂 隆史（こうさか たかふみ）は日本のテレビドラマの脚本家。日本大学法学部、ニューヨークフィルムアカデミー映画制作コース卒業。

## 略歴
日本大学法学部卒業後、渡半し、ニューヨークフィルムアカデミーで映画作りを学ぶ。
2006年より映画・ドラマの助監督として数々の作品に携わる。
2011年、城戸賞準入賞。
2012年、WOWOWシナリオ大賞 大賞受賞。
2014年、『埋もれる』(WOWOW)で脚本家として本格的にデビュー。

## 主な作品

### テレビドラマ

#### 単発ドラマ
- 埋もれる(2014年、WOWOW) ‐ デビュー作
- 月曜ゴールデン特別企画『松本清張サスペンス・影の地帯(2015年、TBS)
- スクラップ・アンド・ビルド(2016年、NHK総合)
- 警部補・碓氷弘一～マインド～（2018年、テレビ朝日）
- 最上の命医 2019（2019年、テレビ東京）
- ドクターY〜外科医・加地秀樹〜 第5弾（2020年、テレビ朝日）
- 女王の法医学シリーズ（テレビ東京）
  - 女王の法医学～屍活師～（2021年）
  - 女王の法医学～屍活師～2（2022年）
  - 女王の法医学～屍活師～3（2023年）
- 七人の秘書スペシャル（2022年、テレビ朝日）

#### 連続ドラマ
- 翳りゆく夏(2015年、WOWOW) ‐ 第3、4話
- テミスの求刑(2015年、WOWOW) ‐ 第2・3話
- 天使と悪魔-未解決事件匿名交渉課-（2015年、テレビ朝日） ‐ 第4、8話
- 無痛〜診える眼〜（2015年、フジテレビ） ‐ 第2、3、8話
- 火の粉（2016年、東海テレビ） ‐ 第1、2、5、6、8、9話
- ドクターX〜外科医・大門未知子〜（テレビ朝日）
  - 第4シリーズ（2016年） ‐ 第4、9話
  - 第5シリーズ（2017年） ‐ 第4、6、7話
  - 第6シリーズ（2019年） ‐ 第6話
  - 第7シリーズ（2021年） ‐ 第4、6話
- 真昼の悪魔（2017年、東海テレビ） ‐ 全8話
- 刑事7人 Season4(2018年、テレビ朝日) ‐ 第7話
- 限界団地 (テレビドラマ)（2018年、東海テレビ） ‐ 全8話
- ハゲタカ (2018年のテレビドラマ)（2018年、テレビ朝日） ‐ 第5話のみ、脚本協力
- 緊急取調室 3rd SEASON(2019年、テレビ朝日) ‐ 第4、6話
- サイン -法医学者 柚木貴志の事件-（2019年、テレビ朝日） ‐ 第2、4、5、8話
- 家政夫のミタゾノ（テレビ朝日）
  - 第4シリーズ（2020年） ‐ 第5、6話
  - 第6シリーズ（2023年） ‐ 第3話
- インビジブル (テレビドラマ)(2022年、TBS) ‐ 第6、8話
- ザ・トラベルナース（2022年、テレビ朝日） ‐ 第4話
- ハヤブサ消防団（2023年） ‐ 全9話

### 配信ドラマ
- エンジェルフライト(2023年、Amazon Prime Video)

## 受賞歴
- 第37回城戸賞 準入賞（『ラブ・イン・ペイン』、2011年）
- 第6回WOWOWシナリオ大賞(『愛の告発』、2012年)